# 아우토반 12호선
아우토반 12호선(독일어: Bundesautobahn 12)은 브란덴부르크주를 관통하는 아우토반으로, 베를린과 프랑크푸르트까지 이어주는 독일의 연방 고속도로이며, 국경을 건너 폴란드까지 연결된다. 그래서 해당 도로는 유럽 고속도로 30호선의 일부를 이룬다. 국경을 건너게 되면 해당 고속도로는 아우토스트라다 A2와도 연결된다.